# Поль Гротнес
Пол Гротнес (норв. Pål Grotnes; 7 березня 1977, Леренскуг, Норвегія) — норвезький хокеїст, воротар.  
Виступав за «Стьєрнен», «Гальмстад Геммерс», «Векше Лейкерс», «Комет» (Гальден). 
У складі національної збірної Норвегії учасник зимових Олімпійських ігор 2010, учасник чемпіонатів світу 2005 (дивізіон I), 2006, 2007, 2008, 2009, 2010, 2011 та 2012. 